# Ministerio de Vivienda y Ordenamiento Territorial de Uruguay
El Ministerio de Vivienda y Ordenamiento Territorial (MVOT) es una Secretaría de Estado de Uruguay encargada de promover el acceso a la vivienda digna y de gestionar el uso sostenible del territorio.

## Antecedentes
Durante la dictadura militar, en el año 1974, se creó el Ministerio de Vivienda y Promoción Social. Dicho ministerio fue disuelto en 1977.
El 30 de mayo de 1990, bajo la presidencia de Luis Alberto Lacalle, se crea el actual Ministerio, con la denominación de Ministerio de Vivienda, Ordenamiento Territorial y Medio Ambiente; comprendía entre sus atribuciones el cuidado del ambiente. 
En 2020, durante el gobierno de Luis Lacalle Pou, cambia su denominación por Ministerio de Vivienda y Ordenamiento Territorial, tras la creación de un Ministerio de Ambiente.

## Cometidos
A través de la formulación e implementación de políticas públicas, el ministerio se encarga de gestionar el desarrollo urbano y rural, así como de garantizar un ordenamiento territorial sostenible que respete el medio ambiente.

## Estructura
El actual ministro de Vivienda y Ordenamiento territorial es desde el 22  de abril de 2025, Tamara Paseyro. 
En el ejercicio actual (2025-2030) tiene a su cargo las siguientes unidades ejecutoras.
- Dirección Nacional de Vivienda
- Dirección Nacional de Ordenamiento Territorial
- Dirección Nacional de Integración Social y Urbana